# Bleptina pallidipulla
Bleptina pallidipulla là một loài bướm đêm trong họ Noctuidae.